# Daniel Baldauf

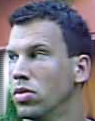
Daniel Baldauf (2012)

Daniel Baldauf (* 8. Oktober 1986 in Graz) ist ein österreichischer Bahnradfahrer, spezialisiert auf Sprintdisziplinen.
Ende 2008 ging Baldauf für das österreichische Nationalteam beim Internationalen Grand Prix Vienna an den Start, fuhr im Keirin ins Finale und wurde bester Österreicher. 2009 wurde er Vizestaatsmeister und daraufhin zu den Europameisterschaften nach Belgien entsandt. Dort belegte er den zwölften Platz. Im März 2010 stellte er gemeinsam mit Lukas Gelosky und Clemens Selzer beim Grand Prix of Poland im Teamsprint einen neuen österreichischen Rekord auf.
Im darauffolgenden Sommer fuhr Baldauf bei internationalen Sprintermeetings, vor allem in Tschechien, erfolgreich und in Brno abermals ins Finale. Betreut und trainiert wurden er sowie das österreichische Sprinternationalteam vom tschechischen Ex-Europameister Pavel Buráň. Im September 2010 wurde er abermals doppelter Vizestaatsmeister und unterbot erneut den selbst gehaltenen österreichischen Rekord, welcher jedoch wegen eines nachfolgend positiven Dopingbefundes nachträglich aberkannt wurde.
Im Oktober 2010 wurde Daniel Baldauf trotz eines Muskelfasereinrisses für das österreichische Nationalteam für die Europameisterschaften in Polen, die zur Olympiaqualifikation zählten, in den Disziplinen Sprint, Teamsprint und Keirin nominiert. Die erzielten Ergebnisse wurden aufgrund des positiven Dopingbefundes ebenfalls nachträglich annulliert.
Danach wurde bekannt, dass Baldauf im September 2010 positiv auf Testosteron-Prohormone getestet wurde. Er gab gegenüber den Medien an, dass man ihm bestätigt hätte, dass seine Proben die Grenzwerte geringfügig überschritten haben, was er auf ein verunreinigtes Nahrungsergänzungsmittel zurückführte. Die Nationale Anti-Doping-Agentur sprach eine zweijährige Sperre gegen Baldauf aus (21. September 2010 – 21. September 2012). Durch den Dopingfall Baldauf war sein Verein Styrian Sprint Cycling Union gezwungen, seinen Betrieb einzustellen.
Nach Ablauf seiner zweijährigen Sperre, wurde Baldauf, im Mai 2013, Österreichischer Staatsmeister im Sprint.